# الانو دی پایو
الانو دی پایو (به ایتالیایی: Alano di Piave) یک سکونتگاه مسکونی در ایتالیا است که در استان بلونو واقع شده‌است.

## خصوصیات
الانو دی پایو ۳۶٫۴ کیلومترمربع مساحت و ۲٬۸۸۶ نفر جمعیت دارد و ۳۰۸ متر بالاتر از سطح دریا واقع شده‌است.